# Capnoptera pilosa
Capnoptera pilosa är en tvåvingeart som beskrevs av Friedrich Hermann Loew 1866. Capnoptera pilosa ingår i släktet Capnoptera och familjen fritflugor. Inga underarter finns listade i Catalogue of Life.